# Huish Park
Pour les articles homonymes, voir Huish.
Huish Park est un stade de football localisé à Yeovil dans le Somerset en Angleterre. Le stade est la base du Yeovil Town Football Club depuis sa création en 1990.
Le stade a une capacité de 9 565 places. Il possède deux tribunes assises qui comprennent 5 212 places assises.

## Histoire
Les négociations pour la construction du stade ont commencé en janvier 1985. Le stade fut construit par Bartlett Construction pour un montant de 1,3 m£. Le stade est inauguré le 4 août 1990 lors d'un match amical contre Newcastle United qui se solde par une défaite 1-2 du club local.